# Eugeniusz Frankowski
Eugeniusz Frankowski (ur. 21 listopada 1884 w Siedlcach, zm. 8 lutego 1962 w Poznaniu) – polski archeolog, etnolog, etnograf, iberysta, baskolog i muzeolog.

## Życiorys
Syn Władysława i Ludwiki z Kozłowskich. Uczęszczał do gimnazjum w Siedlcach. Za walkę o nauczanie w języku polskim został usunięty ze szkoły. Przeniósł się do gimnazjum w Żytomierzu, skąd wydalono go za udział w rewolucji 1905 roku. Ostatecznie maturę zdał w 1907 roku w gimnazjum w Siedlcach. W tym samym roku podjął studia na kierunku przyrodoznawstwa i medycyny na Uniwersytecie Jagiellońskim. W latach 1911–1914 i 1921–1922 był asystentem w Katedrze Antropologii Uniwersytetu Jagiellońskiego. W 1921 r. doktoryzował się tam z archeologii i antropologii u profesora Włodzimierza Demetrykiewicza. W 1922 roku uzyskał habilitację z etnografii i etnologii na Uniwersytecie Warszawskim u profesora Ludwika Krzywickiego. Prowadził tam wykłady w latach 1922–1928. W 1926 roku otrzymał tytuł profesora nadzwyczajnego, a w 1948 roku profesora zwyczajnego etnografii i etnologii na Uniwersytecie w Poznaniu.
Podczas pobytu w Hiszpanii w okresie międzywojennym odgrywał ważną rolę w kształtowaniu pozytywnego wizerunku Polski. Wygłaszał odczyty poruszające znaczenie Polski w historii europejskiej, pisał artykuły do dziennika El Sol komentujące kwestię niepodległości. Był jednym z inicjatorów utworzenia Polskiej Agencji Prasowej w Madrycie w 1918 roku, odgrywając w jej prowadzaniu główną rolę, aż do powstania polskiej placówki dyplomatycznej. 
W latach 1921–1939 pełnił funkcję dyrektora Muzeum Etnograficznego w Warszawie. Dzięki jego staraniom przywrócono pierwotną nazwę „Muzeum Etnograficzne” zamiast „Zbiory Etnograficzne” używanej od 1897 roku. Był pomysłodawcą wystawy stałej, otwartej w 1925 roku, która została udokumentowana na kilku filmach zrealizowanych według jego scenariusza. Pod kierownictwem Frankowskiego muzeum rozwinęło działalność naukową i edukacyjną. Podczas II wojny światowej wszystkie obiekty zgromadzone przez muzeum zostały zniszczone. Także prywatne zbiory Frankowskiego, jego biblioteka oraz przygotowywane do druku publikacje uległy zniszczeniu podczas pożaru mieszkania na Żoliborzu w trakcie powstania warszawskiego.
W latach 1939–1944 prowadził zajęcia z etnografii Polski, etnologii ogólnej i muzeologii w ramach tajnego nauczania, a od 1 listopada 1944 do 30 marca 1945 r. pracował jako nauczyciel geografii i arytmetyki w Szkole Rolniczej w Koszarach.
Był dwukrotnie żonaty: z Martą z domu Rzewuską oraz Marią z Karbowskich.
Zmarł po roku ciężkiej choroby spowodowanej uszkodzeniem kręgosłupa. Został pochowany 13 lutego 1962 roku na Cmentarzu Powązkowskim w Warszawie. 

## Działalność naukowa
Frankowski prowadził szerokie badania etnograficzne i antropologiczne w Polsce i w Europie. Ich początek sięga okresu studiów na Uniwersytecie Jagiellońskim, kiedy pod kierunkiem Juliana Talko-Hryncewicza uczestniczył w badaniach antropologicznych na obszarze polskiej góralszczyzny w miesiącach letnich 1910-1913. W roku 1911, jako dyplomowany antropolog podjął samodzielne badania antropologiczno - etnograficzne na Polesiu Wołyńskim (miesiące jesienne lat 1911-1913). W 1912 roku rozpoczął stacjonarne badania etnograficzne w Kotlinie Sądeckiej (miesiące jesienne lat 1912-1914).
W latach 1914–1920 prowadził badania terenowe na całym obszarze Półwyspu Iberyjskiego. Szczególny wkład wniósł do badań etnograficznych i muzealnictwa etnograficznego Kraju Basków. 
Opublikował kilkadziesiąt prac naukowych, z tego część w językach: hiszpańskim, francuskim, portugalskim i niemieckim. Część rękopisów i maszynopisów dotyczących kultury baskijskiej nigdy nie zostało opublikowanych, ponieważ uległy zniszczeniu w trakcie II wojny światowej. O rozmiarach strat świadczy list Marii Frankowskiej do Witolda Armona z 1978 roku:

[zniszczeniu uległy] prace już napisane, które spaliły się w naszym mieszkaniu w Warszawie po powstaniu, a były całkowicie przygotowane do druku łącznie z bardzo bogatym materiałem ilustracyjnym (fotografie i rysunki własnej roboty) i obejmowały: obszerną rozprawę poświęconą zwyczajom dorocznym Basków (ze szczególnym uwzględnieniem zwyczajów agrarnych oraz związanych z kultem zmarłych oraz drugą, również obszerną monografię pt. Sztuka ludowa Basków. Prócz tego niszczeniu uległo kilka artykułów. Treścią jednego z nich, jak pamiętam, była analiza i opis tzw. arguisayolas (deseczki rzeźbione owinięte w sposób ciągły cienkim jak makaron sznurkiem - świeczką. Świeczki te były zapalane w kościele na cześć zmarłych), treścią drugiego artykułu były narzędzia rolnicze Basków. Innych dobrze nie pamiętam, wydaje mi się, że związane były ze sztuką i budownictwem Basków.

Frankowski brał czynny udział w światowych kongresach etnograficznych, był członkiem wielu towarzystw i instytucji naukowych polskich i zagranicznych, m.in.:
- Królewskiej Akademii Historii w Madrycie (członek korespondent od 1918 r.),
- Królewskiej Akademii Galicyjskiej(inne języki) w La Coruña (członek korespondent od 1919 r.),
- Narodowego Muzeum Antropologii w Madrycie (członek korespondent od 1918 r.),
- Portugalskiego Towarzystwa Antropologii i Etnologii w Porto (członek korespondent od 1918 r.),
- Portugalskiego Towarzystwa Etnografii i Etnologii w Lizbonie (członek korespondent od 1919 r.)[2].

W 1920 r. został odznaczony portugalskim Krzyżem Kawalerskim Orderu Świętego Jakuba od Miecza.

## Spuścizna
Większość materiałów po Eugeniuszu Frankowskim znajduje się w archiwum Państwowego Muzeum Etnograficznego w Warszawie oraz Instytutu Sztuki Polskiej Akademii Nauk. Część spuścizny odnaleziono w Hiszpanii. W 1993 na targu numizmatycznym w Pampelunie mieszkaniec gminy Auritz (hiszp. Burguete) zakupił szklane negatywy, na których utrwalono sceny z życia codziennego mieszkańców wiosek z gminy Auritz i Orreaga (hiszp. Roncesvalles). Po kilku latach odczytano notatki na negatywach, które sugerowały, że autorem części zdjęć jest Eugeniusz Frankowski, a fotografie powstały latem 1917 roku. Odkrycie to opisał w 2014 roku baskijski historyk Jose Etxegoien Juanarena. W jego książce wydanej przez władze gminy Auritz po raz pierwszy opublikowano reprodukcje 43 nieznanych do tej pory zdjęć.

## Wybrane publikacje
Spośród prac Eugeniusza Frankowskiego wymienić można:
- 1913, Krajobrazy Wołynia, „Ziemia”, s. 22-26.
- 1913, Jak lud nasz oświetlał chaty, „Ziemia”, s. 164-166.
- 1914, Z Polesia Wołyńskiego, „Ziemia”, 155-156, 165-168, 183-186, 196-197.
- 1914, Niedziela Palmowa w Kotlinie Sądeckiej, „Ziemia”, s. 215-217.
- 1916, La lucha entre hombre y los espiritus malos por la posesión de la tierra y su usufructo, „Boletin de la Real Sociedad Española de Historia Natural”, Madrid, t. XVI.
- 1916, Estudios etnológicos: Los signos quemados y esquilados sobre los animales de tiro de la Península Ibérica, Madrid (Memorias de la Real Sociedad Española de Historia Natural, T.X, Memoria 5a, s. 267-310).
- 1916, As cangas e jugos portugueses de jungir os bois pelo cachaso, „Terra Portuguesa”, nr 2, Lisboa.
- 1917, Relato de exploraciones en las Provincias Vascongadas, „Boletín de la Real Sociedad Española de Historia Natural”, t. XVII, Madrid.
- 1918, As cabeceiras de sepultura e as suas transformaçôes, „Terra Portuguesa”, nr 25, Lisboa
- 1918, Hórreos y palafitos de la Península Ibérica, „Trabajos de la Comisión de Investigaciones Paleontológicas y Prehistóricas”, nr 18, Madrid.
- 1919, Polonia y su misión en Europa, Madrid.
- 1920, Sistematización de los ritos usados en las ceremonias populares. Discurso preliminar por Á. de Apraiz, San Sebastián.
- 1920, Los métodos de la etnología, San Sebastián.
- 1920, Estelas discoideas de la Península Ibérica, „Trabajos de la Comisión de Investigaciones Paleontológicas y Prehistóricas”, Madrid, nr 25, s. 192.
- 1920, Las nececidades más urgentes de las ciencias antropológicas en España, „Boletín de la Real Sociedad Española de Historia Natural”, Madrid, t. XX. s. 117-122.
- 1920, Sistematización de los ritos usados en las ceremonias populares, „Eusko - Ikaskunza Sociedad de Estudios Vascos”, San Sebastian.
- 1920, Los métodos de la Etnologia, „Eusko - Ikaskunza Sociedad de Estudios Vascos”, San Sebastian.
- 1922, Zbiory etnograficzne w Polsce, „Lud”, t. XXI, s.40-50.
- 1922, Fotografia w ludoznawstwie, „Ziemia”, Warszawa, t. VII, s. 100-111.
- 1923, Wycinanki i ich przeobrażenia, „Lud”, Lwów, t. XXII, s. 82-128.
- 1925, Krzyże kamienne i domki drewniane na cmentarzach poleskich, „Ziemia”, Warszawa, t. X, s. 134-136.
- 1924, Zabiegi magiczne przy pożyczaniu, kupnie i sprzedaży u ludu polskiego, „Lud”, t. 23, ss. 50-111.
- 1925, Hiszpanka, „Naokoło Świata”, nr 16, szpalty 85-116.
- 1927, Karnawał ludzi i zwierząt w Hiszpanii, Warszawa
- 1928, Eugeniusz Frankowski [szkic autobiograficzny i bibliografia], [w:] Kronika Uniwersytetu Poznańskiego za rok szkolny 1927/28, Poznań, s. 109-113.
- 1928, Kalendarz obrzędowy ludu polskiego, Warszawa.
- 1928, Malowanki. Sztuka Ludowa w Polsce I, Warszawa - Kraków.
- 1928, Wycinanki. Sztuka Ludowa w Polsce II, Warszawa - Kraków.
- 1928, Les découpures de papier. L'art populaire en Pologne, Warszawa.
- 1928, Les peintuires décoratives. L'art populaire en Pologne, Warszawa.
- 1929, Sochy, radła, płużyce i pługi w Polsce, Poznań.
- 1931, Organizacja nauki w Hiszpanii, „Nauka Polska”, t. XIV, s.213-262.
- 1931, A cabaça, „Trabalhos da Sociedade Portuguesa de Antropologia e Etnologia”, Porto.
- 1932, Sztuka ludowa, [w:] Wiedza o Polsce. T. I I I, Warszawa, s. 345-416.
- 1933, Regiony Hiszpanii, Poznań.
- 1934, Cuestiones generales acerca del arte popular vasco, [w:] V Congreso de Estudios Vascos. Recopilación de los trabajos de dicho Congreso, celebrado en Vergara del 31 de Agosto al 8 de Septiembre de 1930 acerca de temas de Arte Popular Vasco, San Sebastián, s. 3-17.
- 1935, El arte popular Vasco, „Congreso de Estudios Vascos. Eusko - Ikaskuntza”, San Sebastian.
- 1949, Etnografia radziecka, „Wieś”, nr 26, s. 4-5.
- 1952, Etnografia radziecka, „Lud”, Poznań, t. XXXIX, 1948–1951, s. 1-42.
- 1954, Etnografia w pierwszych 12 tomach drugiego wydania Wielkiej Encyklopedii Radzieckiej, „Lud”, Wrocław, t. XLI, s. 831-847.
- 1953, Hafty kurpiowskie, „Polska Sztuka Ludowa”, nr 6, s. 382-383.
- 1954, Złotogłowie kaszubskie, „Polska sztuka Ludowa”, nr 3, s. 148-161.
- 1986, Hórreos y palafitos de la Península Ibérica, ed. de J. M. Gómez Tabanera, Madrid.
- 1989, Estelas discoideas de la Península Ibérica, ed. de J. M. Gómez Tabanera, Madrid.